# Massanes, Gard
Massanes är en kommun i departementet Gard i regionen Occitanien i södra Frankrike. Kommunen ligger i kantonen Lédignan som tillhör arrondissementet Alès. År 2022 hade Massanes 195 invånare.

## Befolkningsutveckling
Antalet invånare i kommunen Massanes
Referens:INSEE